# Шабанов, Иван Михайлович
Иван Михайлович Шабанов (род. 18 октября 1939, с. Нижняя Байгора, Воронежская область) — советский и российский политический деятель. Губернатор Воронежской области с 1996 по 2000 год, советник председателя совета директоров «Агрохимсоюза» с февраля 2001 года.

## Биография
Родился 18 октября 1939 года в с. Нижняя Байгора Верхнехавского района Воронежской области. По национальности русский. Мать умерла, когда сыну было два года, отец работал на Украине.

### Образование и трудовая деятельность
Окончил Усманский сельскохозяйственный техникум, Воронежский сельскохозяйственный институт в 1964 году, Академию общественных наук при ЦК КПСС в 1976 году, кандидат исторических наук.
Трудовую деятельность начал в 1955 году прицепщиком в колхозе. Прошёл срочную службу в Советской Армии. С 1965 года — преподаватель Усманского сельскохозяйственного техникума (Липецкая область), с 1966 года — секретарь комитета комсомола Воронежского сельскохозяйственного института, затем заведующий отделом Воронежского обкома ВЛКСМ.

### Политическая деятельность
С 1970 года — инструктор, заместитель заведующего отделом Воронежского обкома КПСС. С 1976 года — второй, затем первый секретарь Кантемировского райкома КПСС Воронежской области, с 1979 года — заведующий отделом пропаганды и агитации Воронежского обкома КПСС.
В 1982 году стал заместителем председателя Исполкома Воронежского областного Совета. В 1990 году избран депутатом, а в апреле 1990 года — председателем Воронежского областного Совета.
В июне 1990 года назначен первым секретарем Воронежского обкома КПСС. В 1990—1991 годах являлся членом ЦК КПСС.
В декабре 1993 года баллотировался в Совет Федерации первого созыва, избран не был. В марте 1994 года был избран депутатом, а в апреле — председателем Воронежской областной Думы.
В декабре 1996 года при поддержке НПСР и КПРФ был избран губернатором Воронежской области, получив 49 % голосов избирателей (при явке 52 %). Действующий и. о. губернатора Цапин, Александр Николаевич получил 41 % голосов. С января 1996 года по январь 2001 года по должности входил в состав Совета Федерации, являлся заместителем председателя, с марта 2000 года — председателем Комитета по вопросам безопасности и обороны, был членом Комиссии по регламенту и парламентским процедурам, затем членом Мандатной комиссии.
На очередных губернаторских выборах 24 декабря 2000 года получил 15 % голосов избирателей, участвовавших в голосовании, и уступил победу начальнику областного управления ФСБ Владимиру Кулакову (60 % голосов).

## Награды
- Орден «За заслуги перед Отечеством» IV степени (18 октября 1999) — за большой личный вклад в социально-экономическое развитие области и многолетний добросовестный труд [1].
- Орден Почёта (1 февраля 2025) — за достигнутые трудовые успехи и многолетнюю добросовестную работу[2].
- Орден Дружбы народов.